# Liste der Kulturdenkmale in Gudow
In der Liste der Kulturdenkmale in Gudow sind alle Kulturdenkmale der schleswig-holsteinischen Gemeinde Gudow (Kreis Herzogtum Lauenburg) aufgelistet (Stand: 14. April 2025).

## Legende
In den Spalten befinden sich folgende Informationen:
- Objekt-ID: die Nummer des Kulturdenkmales
- Lage: die Adresse des Kulturdenkmales und die geographischen Koordinaten. Kartenansicht, um Koordinaten zu setzen. In der Kartenansicht sind Kulturdenkmale ohne Koordinaten mit einem roten Marker dargestellt und können in der Karte gesetzt werden. Kulturdenkmale ohne Bild sind mit einem blauen Marker gekennzeichnet, Kulturdenkmale mit Bild mit einem grünen Marker.
- Offizielle Bezeichnung: Bezeichnung des Kulturdenkmales
- Beschreibung: die Beschreibung des Kulturdenkmales
- Bild: ein Bild des Kulturdenkmales

## Sachgesamtheiten
| Objekt-ID      | Lage                                          | Offizielle Bezeichnung | Beschreibung | Bild            |
| -------------- | --------------------------------------------- | ---------------------- | --- | --------------- |
| 36258 Wikidata | Hauptstraße 22 (53° 33′ 19″ N, 10° 46′ 13″ O) | Pastoratshof           | Aktualisierung vorgesehen - Begründung: geschichtlich, städtebaulich, Kulturlandschaft prägend - Schutzumfang: Pastorat, Fachwerkscheune, ehem. Schweinestall, ehem. Backhaus, Einfriedung                                      | BW              |
| 36262 Wikidata | Hauptstraße 22 (53° 33′ 18″ N, 10° 46′ 18″ O) | St.-Marien-Kirche      | Aktualisierung vorgesehen - Begründung: geschichtlich, künstlerisch, städtebaulich, Kulturlandschaft prägend - Schutzumfang: Kirche St. Marien mit Ausstattung, Kirchhof, Kirchhofsmauer, drei Pforten mit Granitquaderpfeilern | Fotos hochladen |

## Bauliche Anlagen
| Objekt-ID      | Lage                                               | Offizielle Bezeichnung            | Beschreibung | Bild                             |
| -------------- | -------------------------------------------------- | --------------------------------- | --- | -------------------------------- |
| 1375 Wikidata  | Hauptstraße 20 (53° 33′ 19″ N, 10° 46′ 13″ O)      | Pastorat                          | Alteintragung (Aktualisierung vorgesehen) - Begründung: geschichtlich, Kulturlandschaft prägend - Schutzumfang: Alteintragung (Aktualisierung vorgesehen) - Denkmaltyp: Bauliche Anlage, Sachgesamtheit: Pastoratshof | BW                               |
| 1376 Wikidata  | Hauptstraße 20 (53° 33′ 19″ N, 10° 46′ 12″ O)      | Fachwerkscheune                   | Alteintragung (Aktualisierung vorgesehen) - Begründung: geschichtlich, Kulturlandschaft prägend - Schutzumfang: Alteintragung (Aktualisierung vorgesehen) - Denkmaltyp: Bauliche Anlage, Sachgesamtheit: Pastoratshof | BW                               |
| 1377 Wikidata  | Hauptstraße 20 (53° 33′ 19″ N, 10° 46′ 11″ O)      | Ehemaliger Schweinestall          | Alteintragung (Aktualisierung vorgesehen) - Begründung: geschichtlich, Kulturlandschaft prägend - Schutzumfang: Alteintragung (Aktualisierung vorgesehen) - Denkmaltyp: Bauliche Anlage, Sachgesamtheit: Pastoratshof | BW                               |
| 1378 Wikidata  | Hauptstraße 20 (53° 33′ 18″ N, 10° 46′ 11″ O)      | Ehemaliges Backhaus               | Alteintragung (Aktualisierung vorgesehen) - Begründung: geschichtlich, Kulturlandschaft prägend - Schutzumfang: Alteintragung (Aktualisierung vorgesehen) - Denkmaltyp: Bauliche Anlage, Sachgesamtheit: Pastoratshof | BW                               |
| 1379 Wikidata  | Hauptstraße 20 (53° 33′ 18″ N, 10° 46′ 12″ O)      | Einfriedigung                     | Alteintragung (Aktualisierung vorgesehen) - Begründung: geschichtlich, Kulturlandschaft prägend - Schutzumfang: Alteintragung (Aktualisierung vorgesehen) - Denkmaltyp: Bauliche Anlage, Sachgesamtheit: Pastoratshof | BW                               |
| 3062 Wikidata  | Hauptstraße 22 (53° 33′ 18″ N, 10° 46′ 19″ O)      | Kirche St. Marien mit Ausstattung | Die spätromanische Feldsteinkirche wurde im 12. Jahrhundert erbaut. Um das Jahr 1300 wurde die Kirche durch einen gotischen Anbau verlängert und im 17. Jahrhundert folgte der hölzerne Kirchturm. Alteintragung (Aktualisierung vorgesehen) - Begründung: geschichtlich, künstlerisch, Kulturlandschaft prägend - Schutzumfang: gesamtes Objekt - Denkmaltyp: Bauliche Anlage, Sachgesamtheit: Kirche St. Marien Gudow | weitere Fotos \| Fotos hochladen |
| 913 Wikidata   | Hauptstraße 27 – 31 (53° 33′ 20″ N, 10° 46′ 18″ O) | Ehemaliges Hospital des Gutes     | Alteintragung (Aktualisierung vorgesehen) - Begründung: geschichtlich, Kulturlandschaft prägend - Schutzumfang: Alteintragung (Aktualisierung vorgesehen) - Denkmaltyp: Bauliche Anlage | weitere Fotos \| Fotos hochladen |
| 866 Wikidata   | Hofweg (53° 32′ 33″ N, 10° 47′ 30″ O)              | Herrenhaus                        | Das klassizistische Herrenhaus wurde 1826 vom dänischen Architekten Joseph Christian Lillie für die Familie von Bülow erbaut. Alteintragung (Aktualisierung vorgesehen) - Begründung: geschichtlich, Kulturlandschaft prägend - Schutzumfang: Alteintragung (Aktualisierung vorgesehen) - Denkmaltyp: Bauliche Anlage                                                                                                   | weitere Fotos \| Fotos hochladen |
| 19977 Wikidata | Hofweg (53° 33′ 16″ N, 10° 46′ 25″ O)              | Toranlage                         | Alteintragung (Aktualisierung vorgesehen) - Begründung: geschichtlich, Kulturlandschaft prägend - Schutzumfang: Alteintragung (Aktualisierung vorgesehen) - Denkmaltyp: Bauliche Anlage | BW                               |
| 910 Wikidata   | Hofweg (53° 32′ 29″ N, 10° 47′ 36″ O)              | nördliches Torgebäude             | Alteintragung (Aktualisierung vorgesehen) - Begründung: geschichtlich, Kulturlandschaft prägend - Schutzumfang: Alteintragung (Aktualisierung vorgesehen) - Denkmaltyp: Bauliche Anlage | BW                               |
| 1178 Wikidata  | Hofweg (53° 32′ 29″ N, 10° 47′ 35″ O)              | südliches Torgebäude              | Alteintragung (Aktualisierung vorgesehen) - Begründung: Alteintragung (Aktualisierung vorgesehen) - Schutzumfang: Alteintragung (Aktualisierung vorgesehen) - Denkmaltyp: Bauliche Anlage | BW                               |

## Gründenkmale
| Objekt-ID      | Lage                                          | Offizielle Bezeichnung          | Beschreibung | Bild |
| -------------- | --------------------------------------------- | ------------------------------- | --- | ---- |
| 19149 Wikidata | Hauptstraße 22 (53° 33′ 18″ N, 10° 46′ 16″ O) | Kirchhof                        | Alteintragung (Aktualisierung vorgesehen) - Begründung: geschichtlich, Kulturlandschaft prägend - Schutzumfang: Kirchhof, Kirchhofsmauer, drei Pforten mit Granitquaderpfeilern - Denkmaltyp: Gründenkmal, Sachgesamtheit: Kirche St. Marien Gudow | BW   |
| 1330 Wikidata  | Hofweg (53° 32′ 35″ N, 10° 47′ 36″ O)         | Parkanlage                      | Alteintragung (Aktualisierung vorgesehen) - Begründung: geschichtlich, künstlerisch, Kulturlandschaft prägend - Schutzumfang: gesamtes Objekt - Denkmaltyp: Gründenkmal                                                                            | BW   |
| 912 Wikidata   | Hofweg (53° 33′ 14″ N, 10° 46′ 30″ O)         | Tiergartenallee (Eichen)        | Alteintragung (Aktualisierung vorgesehen) - Begründung: geschichtlich, künstlerisch - Schutzumfang: gesamtes Objekt - Denkmaltyp: Gründenkmal | BW   |
| 19978 Wikidata | Hofweg (53° 32′ 31″ N, 10° 47′ 34″ O)         | östliche Zufahrtsallee (Linden) | Alteintragung (Aktualisierung vorgesehen) - Begründung: geschichtlich, Kulturlandschaft prägend - Schutzumfang: gesamtes Objekt - Denkmaltyp: Gründenkmal                                                                                          | BW   |

## Quelle
- Liste der Kulturdenkmale in Schleswig-Holstein – Herzogtum Lauenburg (PDF)

- Karte mit allen Koordinaten:
- OSM |
- WikiMap